# Opere e documenti di papa Giovanni Paolo II

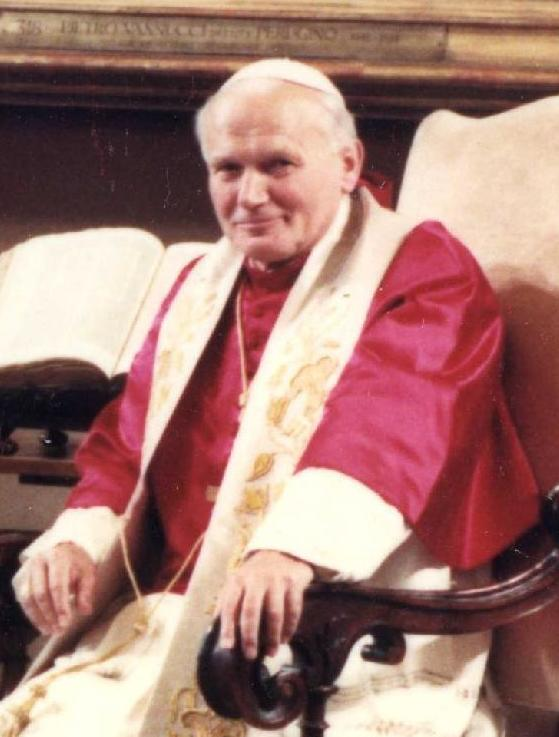
Papa Giovanni Paolo II

Il seguente elenco raccoglie opere e documenti di papa Giovanni Paolo II.

## Documenti pontifici

### Bolle pontificie
- Aperite Portas Redemptori, 6 gennaio 1983.
- Incarnationis mysterium, 29 novembre 1998.

### Costituzioni apostoliche
- Sapientia Christiana (La Sapienza Cristiana), 15 aprile 1979.
- Magnum Matrimonii Sacramentum (Il grande Sacramento del Matrimonio), 7 ottobre 1982.
- Sacrae Disciplinae Leges (Le Leggi della Sacra Disciplina), 25 gennaio 1983.
- Divinus Perfectionis Magister (Divino Maestro di perfezione), 25 gennaio 1986.
- Spirituali militum curae (Le cure spirituali dei militari), 21 aprile 1986.
- Pastor Bonus (Il buon Pastore), 28 giugno 1988.
- Ex Corde Ecclesiae (Dal Cuore della Chiesa), 15 agosto 1990.
- Fidei Depositum (Il deposito della Fede), 11 ottobre 1992.
- Universi Dominici Gregis (Di tutte le greggi del Signore), 22 febbraio 1996.
- Ecclesia in Urbe (La Chiesa a Roma), 1º gennaio 1998.

### Encicliche
- Redemptor Hominis (Il Redentore dell'uomo), 4 marzo 1979.
- Dives in Misericordia (Dio ricco di misericordia), 30 novembre 1980.
- Laborem Exercens (Compiendo il lavoro), 14 settembre 1981.
- Slavorum Apostoli (Gli apostoli degli slavi), 2 giugno 1985.
- Dominum et Vivificantem (Signore e Vivificante), 18 maggio 1986.
- Redemptoris Mater (Madre del Redentore), 25 marzo 1987.
- Sollicitudo Rei Socialis (Sollecitudine del fatto sociale), 30 dicembre 1987.
- Redemptoris Missio (La Missione del Redentore), 7 dicembre 1990.
- Centesimus Annus (Il centesimo anno), 1º maggio 1991.
- Veritatis Splendor (Lo splendore della Verità), 6 agosto 1993.
- Evangelium Vitae (Evangelo della vita), 25 marzo 1995.
- Ut Unum Sint (Che tutti siano uno), 25 maggio 1995.
- Fides et Ratio (Fede e ragione), 14 settembre 1998.
- Ecclesia de Eucharistia (La Chiesa riguardo l'Eucaristia), 17 aprile 2003.

### Esortazioni apostoliche
- Catechesi Tradendae (16 ottobre 1979).
- Familiaris Consortio (22 novembre 1981).
- Redemptionis Donum (25 marzo 1984).
- Reconciliatio et paenitentia (2 dicembre 1984).
- Christifideles laici (30 dicembre 1988).
- Redemptoris Custos (15 agosto 1989).
- Pastores dabo vobis (25 marzo 1992).
- Ecclesia in Africa (14 settembre 1995).
- Vita consecrata (25 marzo 1996).
- Una speranza nuova per il Libano (10 maggio 1997).
- Ecclesia in America (22 gennaio 1999).
- Ecclesia in Asia (6 novembre 1999).
- Ecclesia in Oceania (22 novembre 2001).
- Ecclesia in Europa (28 giugno 2003).
- Pastores gregis (16 ottobre 2003).

### Lettere apostoliche
- Salvifici Doloris (11 febbraio 1984).
- Mulieris Dignitatem (15 agosto 1988).
- Tertio Millennio Adveniente (10 novembre 1994).
- Ordinatio Sacerdotalis (22 maggio 1994).
- Laetamur Magnopere (15 agosto 1997).
- Novo Millennio Ineunte (6 gennaio 2001).
- Rosarium Virginis Mariae (16 ottobre 2002).

### Meditazioni
- Il dono disinteressato (8 febbraio 1994)

### Motu proprio
- Familia a Deo Instituta (9 maggio 1981).
- Tredecim Anni (6 agosto 1982).
- Recognito Iuris Canonici Codice (2 gennaio 1984).
- Dolentium Hominum (11 febbraio 1985).
- Quo Civium Iura (21 novembre 1987).
- Sollicita Cura (26 dicembre 1987)
- Decessores Nostri (18 giugno 1988).
- Iusti Iudicis (28 giugno 1988).
- Ecclesia Dei (2 luglio 1988).
- Istituzione dell'Ufficio del Lavoro della Sede Apostolica (ULSA) (1º gennaio 1989).
- Europae Orientalis (15 gennaio 1993).
- Inde a Pontificatus (25 marzo 1993).
- Socialium Scientiarum (1º gennaio 1994).
- Vitae Mysterium (11 febbraio 1994).
- Statuto definitivo dell'Ufficio del Lavoro della Sede Apostolica (30 settembre 1994).
- Stella Maris (31 gennaio 1997).
- Ad Tuendam Fidem (18 maggio 1998).
- Apostolos Suos (21 maggio 1998).
- Inter Munera Academiarum (28 gennaio 1999).
- Spes Aedificandi (1º ottobre 1999).
- Proclamazione di San Tommaso Moro a Patrono dei Governanti e dei Politici (31 ottobre 2000).
- La nuova Legge fondamentale dello Stato della Città del Vaticano (26 novembre 2000).
- Sacramentorum sanctitatis (10 gennaio 2002).
- Misericordia Dei (2 maggio 2002).
- Affida alla Congregazione dei Legionari di Cristo la cura e gestione del Pontificio Istituto Notre Dame of Jerusalem Center (26 novembre 2004).

### Altro
- Riforma del Codice di diritto canonico (25 gennaio 1983).
- Codice dei canoni delle Chiese orientali (18 ottobre 1990).
- Catechismo della Chiesa cattolica (11 ottobre 1992 in prima stesura, 15 agosto 1997 in forma definitiva)

## Opere personali

### Libri
- La bottega dell'orefice. Meditazioni sul sacramento del matrimonio che di tanto in tanto si trasformano in dramma, come Andrzej Jawień, Città del Vaticano, Libreria Editrice Vaticana, 1979 (ma 1960).
- Persona e atto, con Anna-Teresa Tymieniecka, Città del Vaticano, Libreria Editrice Vaticana, 1982 (ma 1969). ISBN 88-209-1331-3.
- Pietra di luce. Poesie, Città del Vaticano, Libreria Editrice Vaticana, 1979.
- Con me giorno dopo giorno. Soste di riflessione, Roma, Piemme, 1984.
- Parole sull'uomo, a cura di Angelo Montonati, Milano, Biblioteca universale Rizzoli, 1989. ISBN 88-17-11517-7.
- Varcare la soglia della speranza, con Vittorio Messori, Milano, A. Mondadori, 1994. ISBN 88-04-39270-3.
- Strade d'amore, a cura di Massimo Bettetini, Milano, Rusconi, 1994. ISBN 88-18-12141-3.
- Non temiamo la verità. Le colpe degli uomini e della Chiesa, Casale Monferrato, Piemme, 1995. ISBN 88-384-2398-9.
- Dono e Mistero. Nel 50º del mio sacerdozio, Città del Vaticano, Libreria Editrice Vaticana, 1996. ISBN 88-209-2313-0.
- Gesù di Nazaret. Centro dell'universo e del tempo, Casale Monferrato, Piemme, 1997. ISBN 88-384-2645-7.
- Maria, Maria stella del mattino. Chi prega ha in mano il timone della propria vita, Casale Monferrato, Piemme, 1997. ISBN 88-384-2756-9.
- Un invito alla gioia. Brani scelti dagli scritti e dai discorsi di Giovanni Paolo II, Milano, Leonardo international, 1999. ISBN 88-86482-60-4.
- Padre..., Casale Monferrato, Piemme, 1999. ISBN 88-384-4173-1.
- Fondare la civiltà dell'amore. Preghiere e meditazioni per gli uomini e le donne del nostro tempo, Milano, Rizzoli, 2001. ISBN 88-17-86890-6.
- Le mie preghiere per voi, Casale Monferrato, Piemme, 2001. ISBN 88-384-6926-1.
- Trittico romano. Meditazioni, Città del Vaticano, Libreria Editrice Vaticana, 2003. ISBN 88-209-7451-7.
- Pensieri sparsi. Coraggiosi nella verità generosi nell'amore, a cura di don Giovanni Battista Zilio, Vicenza, Pozza, 2002. ISBN 88-7305-866-3.
- Alzatevi, andiamo!, Milano, Mondadori, 2004. ISBN 88-04-53409-5.
- Non uccidere in nome di Dio, a cura di Natale Benazzi, Casale Monferrato, Piemme, 2005. ISBN 88-384-8431-7.
- Aprite i vostri cuori. [100 insegnamenti per la vita], a cura di Joseph Durepos, Milano, Armenia, 2005. ISBN 88-344-1768-2.
- Sia pace!, a cura di Maurizio Di Giacomo, Torino, San Paolo, 2005. ISBN 88-215-5270-5.
- Memoria e identità. Conversazioni a cavallo dei millenni, Milano, Rizzoli, 2005. ISBN 88-17-00601-7.

### Opere musicali
- Rosary (Rosario) in francese, inglese, italiano, latino e spagnolo; Sony Music (1994).
- Rosary (Rosario) in portoghese; Sony Music (1995).
- Abbà Pater compact disc unico dove si alternano 5 lingue; Sony Music (1999)[1].
- Mai più la guerra; EMI Music (2003).